# Куассоло
Куассоло (итал. Quassolo) — коммуна в Италии, располагается в регионе Пьемонт, в провинции Турин.
Население составляет 364 человека (2008 г.), плотность населения составляет 121 чел./км². Занимает площадь 3 км². Почтовый индекс — 10010. Телефонный код — 0125.
В коммуне 15 августа особо празднуется Успение Пресвятой Богородицы.

## Демография
Динамика населения:

## Администрация коммуны
- Официальный сайт: https://web.archive.org/web/20100506021825/http://www.cmdorabaltea.to.it/intranet/quassolo/index.htm